# Никола Вардев
Хаджи Никола Стефанов Вардев, известен и като Варцев, Вардето, е български общественик, книжар, дарител и революционер, видна фигура на Българското възраждане в София, Източна Македония и Централна Западна България.

## Биография
Вардев е роден в 1834 година в разложкото село Якоруда, тогава в Османската империя. Учи в якорудското килийно училище на поп Стойко Грашкин. Първо е овчар, после става търговец катранджия, продавал и детски играчки, занаятчийски стоки и прочутите накити от Банско. Обикаля най-вече в Софийско и Орханийско. Привлича за съдружник своя сродник, съученик и другар от овчарските години Стоян Табаков. Банските майстори на накити ги канят заедно с тях да посетят Божи гроб и през 1864 година те стават хаджии. Около 1864 – 1865 година заедно с хаджи Стоян Неделчев Табаков откриват на Златарската чаршия (днешната улица „Сердика“) първата книжарница в София. Единият продава в книжарницата, а другият обикаля и снабдява с просветната стока села и градове. Книжарницата доставя български книги и учебници на училищата в Софийско и Източна Македония.
Книжарите са близки хора на Софийския революционен комитет, основан от Васил Левски в 1870 година, те се познават с него и са негова връзка в софийско и на юг. Вършат комитетска работа. Участват и в националноосвободителното и в просветното движение, разнасят книги, карти и учебни пособия в цялата област от Орхание и Трън до Разлог и Кюстендил, държат връзка с всички учители и по-будни хора. Развиват просветителска дейност, държат речи в църквите и на събрания в училищата, в ханове и кръчми учат на бунтовни песни. В двойните дъна на сандъците с книги са скрити революционна литература и вестниците на българската борческа емиграция. Те наставляват, насърчават и повдигат съзнанието и духа на населението.
В 1877 г. по подозрение за революционна дейност и съдействие на освободителните руски войски турците правят обиск в книжарницата на Вардев и Табаков. Те са арестувани за разпространение на съставения от Вардев сборник-песнопойка „Народни песни“ с патриотични текстове, сред които забранената песен на Добри Чинтулов „Вятър ечи, Балкан стене“. За тази брошура книжарите са осъдени на смърт. Никола Вардев не е обесен, тъй като поради болест и с подкупи екзекуцията му се отлага до идването на руските освободителни войски.
Според други свидетелства, при обиска на дюкяна им били открити още „История на хайдут Сидеря и на неговия бивол Голя“ от Никола Козлев, 1876 г., „Поевропейчване на турчина“ – комедия, издадена през 1876 г. в Браила от Димитър Паничков, книгата „За славянското произхождение на дунавските българи, изследование от Дмитрий Иловайски“ (превод от руски), 1875 г. и др. След Освобождението, през 1892 г. излиза „Народна песнопойка, която съдържа 290 разни песни. Събрал и наредил Ст. Н. Вардев“ , като на корицата е посочено „второ преработено издание“. Първото издание не е открито.  Една друга емблематична книга, която книжарницата на Никола Вардев издава и разпространява, по-късно, е „Поучително евангелие: За сичките недели от годината, за господските и богородични празници и за големите святии“, 1881 г., т.нар. „Неделник“/„Софроние“ на Софроний Врачански (Първото издание на Софронието излиза през 1806 г.).
След Освобождението на Княжеството се опитва още в 1878 г. да открие първата печатница в града, след това е съдебен заседател, апелативен съдия и адвокат в столицата София. Вълнува се от съдбата на останалия под турска власт Разлог. В 1914 година завещава на училището в родното си село Якоруда 3000 златни лева за подпомагане на бедни ученици.
Негов потомък е политикът от НДСВ Борис Вардев.

## Памет
На негово име от признателните граждани с решение на общинския съвет днес е наречена улица „Хаджи Никола Вардев“ в Якоруда.
Паметна плоча от бял мрамор е монтирана на фасадата на частна къща в Якоруда, текстът гласи: „На това място в стария дом се е родил и отраснал видният български възрожденец Хаджи Никола Вардев, сподвижник на Васил Левски, един от първите книжари в София, осъден на смърт от турската власт, но впоследствие спасен от руските войски – освободители през 1878 г.“.